# Corbara, Haute-Corse
Corbara är en kommun i departementet Haute-Corse på ön Korsika i Frankrike. Kommunen ligger i kantonen L'Île-Rousse som tillhör arrondissementet Calvi. År 2022 hade Corbara 942 invånare.

## Befolkningsutveckling
Antalet invånare i kommunen Corbara
Referens:INSEE